# Michael Ho (Rennfahrer)
Ho Hon Keong, bekannt als Michael Ho, (* 29. November 1968) ist ein macauischer Autorennfahrer.

## Karriere
Ho debütierte 1999 beim Macau Grand Prix, einer Formel-3-Einzelveranstaltung. Von 2001 bis 2010 nahm er jährlich an diesem Grand Prix teil. Auch für 2011 war ein Start geplant, jedoch musste er die Teilnahme wegen einer Handgelenksverletzung absagen. 2005 trat er zudem in der australischen Formel-3-Meisterschaft an. Von 2006 bis 2009 startete Ho in der asiatischen Formel Renault V6. Seine beste Gesamtplatzierung in dieser Meisterschaft war der fünfte Rang 2009. 2010 trat Ho erstmals auch in Europa an und absolvierte die zweite Saisonhälfte der European F3 Open. 2011 ging er bei zwei Rennen der Racecar Euro Series an den Start.

## Karrierestationen
| - 2005: Australische Formel 3 (Platz 25) - 2006: Asiatische Formel Renault V6 (Platz 8) - 2007: Asiatische Formel Renault V6 | - 2008: Asiatische Formel Renault V6 (Platz 9) - 2009: Asiatische Formel Renault V6 (Platz 5) - 2010: European F3 Open (Platz 19) | - 2011: Racecar Euro Series (Platz 40) |